# رودريغو وغابرييلا
رودريغو وغابرييلا فرقة ثنائية مكسيكية  بدأت في سنة 2000م. وفي يناير 2020 حصلت على جائزة غرامي.